# 安楽川 (三重県)
安楽川（あんらくがわ）は、鈴鹿川水系の支流で、三重県中北部を流れる一級河川。

## 地理
鈴鹿山脈南部の安楽峠に発して石水渓を刻み、新名神高速道路と交差する辺りで岩坪川・石谷川・矢原川と相次いで合流する。谷間を南東流しつつ前田川などを併せ、平野部に出てからは500mと空けずに八島川・御幣川が北から注ぎ、3kmほどで鈴鹿川に注ぐ。下流部の能褒野には、ヤマトタケルが没したとされる伝説が残る。
なお河川名にもなった安楽峠の名は、同峠が高低差がさほどなく楽に越えられることから来ているという。

## 流域の自治体
三重県
亀山市、鈴鹿市
安楽川本流の大半は亀山市で、鈴鹿市を流れるのは最下流部の1km強に過ぎない。

## 主な支流
- 前田川
- 八島川
- 御幣川

## 並行する交通
- 三重県道302号亀山停車場石水渓線
- 三重県道637号辺法寺加佐登停車場線
- 新名神高速道路

## 流域の観光地
- 石水渓
- 野登寺